# Valérie Nicolas
Valérie Nicolas, född 12 mars 1975 i Lampaul-Guimiliau, Finistère, är en fransk tidigare handbollsmålvakt. Hon blev världsmästare 2003 med Frankrikes landslag och blev vid VM 2003 också utsedd till mest värdefulla spelaren och målvakt i All-Star Team. Förutom landslagsmeriterna har hon vunnit Champions League, EHF-cupen, Cupvinnarcupen och franska och danska ligamästerskapen med sina klubblag.

## Klubbkarriär
Nicolas föddes i Lampaul-Guimiliau, Finistère, och började sin professionella karriär i USM Gagny. Från 1995 till 2003 spelade hon för toppklubben ES Besançon. Med Besançon vann hon franska ligan  och franska cupen och Cupvinnarcupen samma år 2003. Efter denna stora framgång flyttade hon till Danmark för att spela för Viborg HK. Hon stannade i Viborg från 2003 till 2007  med två danska mästerskap och seger i Champions League 2006 och i  EHF-cupen 2004.  Hon spelade sista året i Danmark för Ikast/Bording EH 2007/2008, innan hon återvände till Frankrike. Hon spelade där i franska fjärdedivisionsklubben ASPTT Nice och avslutade elitkarriären. Efter fyra år i denna klubb hade klubben nått eliten men då slutade Nicolas spela handboll.

## Landslagskarriär
Nicolas debuterade i det franska landslaget 1995 och fram till att hon slutade i landslaget efter sommar-OS 2008 spelade Valérie Nicolas 234 landskamper. Vid VM 1997 blev hon placerad på tionde plats . Två år senare VM 1999  erövrade Frankrike silvermedaljerna, I Finalen  mellan Frankrike och Norge i Lillehammer behövdes två övertider innan avgörandet. Matchen slutade 25-24 till Norge. 2000 slutade hon på 6:e plats vid OS i Sydney och samma år blev Frankrike femma' vid EM. Hon slutade femma vid VM 2001 med det franska laget och vann en bronsmedalj vid Europamästerskapet i handboll för damer 2002. Vid VM 2003 vann hon sin enda världsmästartitel med Frankrike. Hon blev utsedd till målvakt i All Star Team 2003 och MVP i mästerskapet. Olympiska sommarspelen 2004 i Aten slutade med en fjärde plats för henne.  Vid VM 2007 i Frankrike blev hemmanationen femma, och Nicolas blev åter målvakt  i All-Star Team. Vid OS 2008 i Peking där hon avslutade landslagskarriären slutade hon med en femteplats.

## Klubbmeriter
- Champions League: 2006 med Viborg HK
- EHF-cupen:  2004 med Viborg HK
- Cupvinnarcupen:  2003 med ES Besançon
- Franska mästerskapet: 1998, 2001, 2003 med ES Besançon
- Franska cupen:  2001, 2002, 2003 med ES Besançon
- Danska mästerskapet:  2004, 2006 med Viborg HK
- Danska cupen: 2004/05, 2006/07 med Viborg HK

## Individuella utmärkelser
- MVP och målvakt  i All Star Team i VM 2003
- Målvakt i All Star Team i VM 2007